# ラウレーリン・フルカード
ラウレーリン・フルカード（Läurelin Fourcade、1988年9月4日 - ）は、フランスの女子ラグビーユニオン選手。

## プロフィール
- フランス出身[1]。
- 身長 152cm、体重 60kg

## 略歴
2018年、ラグビーワールドカップセブンズ2018の7人制女子フランス代表に選ばれて準優勝に貢献。